# ユアテック
株式会社ユアテック（英: YURTEC CORPORATION）は、宮城県仙台市に本社を置く東北電力グループの総合設備会社。

## 概要
東北6県と新潟県を中心に、電気設備工事、リニューアル工事、空調・給排水設備工事、電力工事、エネルギー工事、通信工事を引き受ける総合設備工事企業である。東証プライム上場。証券コードは1934。事業範囲は、北海道、関東、大阪、ベトナムにも及ぶ。旧称は東北電気工事株式会社。（通称：東北電工）
2016年5月には、ベトナムでの事業を拡大する方針が明らかとなり、同国へ派遣する候補となる社員を増やすほか、現地で働くベトナム人スタッフも現状の1.5倍にすると報じられている。　
社名のYURTECはユア（YUR）=英語のユア「YOUR」の短縮形で、「皆さんの」・「お客さまの」・「社会の」を表し、テック（TEC）=テクノロジー「技術・TECHNOLOGY」を表している。また作業車などに使われているコーポレートカラーは青色・緑色・赤色の3本ラインであり、それぞれ「技術」・「創造」・「チャレンジ」 を表現している。
マスコットキャラクターはユアちゃん。

## 沿革
- 1944年（昭和19年）10月 - 軍需省の命令により東北6県と新潟県の電気工事会社が統合され、「東北電気工事」（東北電工）設立。
- 1977年（昭和52年）12月 - 東京証券取引所第二部に上場。
- 1983年（昭和58年）9月 - 東京証券取引所第一部に指定。
- 1991年（平成3年）4月 - 現在の商号に変更。
- 1992年（平成4年）6月 - 本社を仙台市青葉区一番町から宮城野区榴岡四丁目1-1の自社ビルに移転。
- 2011年（平成23年）4月1日 - ユアテックベトナム（現：非連結子会社）が営業を開始。
- 2013年（平成25年）2月15日 - 仙台うみの杜水族館の運営会社として設立された仙台水族館開発（株）に在仙企業の1社として出資[6][7]。
- 2016年（平成28年）6月1日 - ヤンゴン市にミャンマー事務所を開設[8]。
- 2019年 (令和元年) 7月1日 - 子会社の宮城電設、テクス宮城、大雄電工が合併。ユアテック宮城サービスとして発足[9][10]。

## 歴代社長
| 氏名     | 在任期間              | 出身校             | 備考             |
| -------- | --------------------- | ------------------ | ---------------- |
| 鷲尾幸司 | 2003年4月 - 2005年6月 | 中央大学工学部     | 元東北電力副社長 |
| 熊谷満   | 2005年6月 - 2009年6月 | 東北大学法学部     | 元東北電力副社長 |
| 大山正征 | 2009年6月 - 2014年6月 | 山形大学工学部     | 元東北電力副社長 |
| 佐竹勤   | 2014年6月 - 2021年6月 | 東北大学法学部     | 元東北電力副社長 |
| 太田良治 | 2021年6月 - 2025年4月 | 明治大学工学部     | 初の生え抜き社長 |
| 小林郁見 | 2025年4月 -           | 東北学院大学工学部 |                  |

## 関係会社
日本の主要電力会社9社は、それぞれ関電工（東京電力）、トーエネック（中部電力）、きんでん（関西電力）等、総合設備工事会社を企業グループとして保有しており、ユアテックは東北電力の傘下にある。そのため、資本と人事の両面で同社の影響下にあり、東北電の保有する議決権割合は2022年3月31日時点で41.83%だが、支配力基準により連結子会社となっている。
一方で、自社の連結子会社は16社で構成され、設備工事業を主な事業としている。
連結子会社
- 株式会社トークス
- 株式会社ニューリース
- 株式会社ユートス
- 株式会社ユアテックサービス
- 株式会社テクス福島
- 株式会社ユアテック宮城サービス
- グリーンリサイクル株式会社
- 株式会社アクアクララ東北
- 株式会社ユアソーラー富谷
- 株式会社ユアソーラー保原
- 株式会社ユアテック配電テクノ
- 株式会社ユアテック関東サービス
- 株式会社ユアソーラー蔵王
- 空調企業株式会社
- YURTEC VIETNAM CO.,LTD.
- SIGMA ENGINEERING JSC

## ユアテックスタジアム仙台
2006年、仙台市はJリーグ・ベガルタ仙台のホームスタジアムである泉区の仙台スタジアムのネーミングライツ（命名権）を売却することを決定。市内に本社を置く企業に限定し募集を行ったところ、ユアテック1社のみが応募。審査の結果、年間7千万円の3年契約で命名権を取得。3月1日より"ユアテックスタジアム仙台"（略称：ユアスタ仙台）と改称した。ちなみに、ベガルタ仙台の前身は親会社の東北電力サッカー部である。

契約期限切れが迫った2009年2月、2012年2月、2015年2月と、命名権契約を3年間ずつ更新（契約条件はこれまでと同じ）。2018年2月まで引き続き「ユアテックスタジアム仙台」の名称を使用することとなり、現在に至る。

但し、開催会場の命名権行使が禁止（クリーンスタジアム規定）されているFIFA（国際サッカー連盟）及びAFC（アジアサッカー連盟）主催サッカー国際試合（FIFAワールドカップ大陸予選・AFCチャンピオンズリーグなど）では仙台市都市公園条例上の名称の「仙台スタジアム」を使用する。